# Alfred Keller (aviateur)
Pour les personnes ayant le même patronyme, voir Keller.
Alfred Keller (19 septembre 1882 - 11 février 1974) est un général de la Luftwaffe de la Seconde Guerre mondiale. Il fut l’un des pionniers de l’aviation militaire allemande.

## Biographie

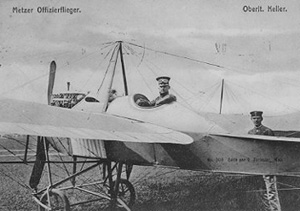
Oblt. Keller, Metz, 1912

Né à Bochum, en province de Westphalie, Alfred Keller s’engage très tôt comme Fahnenjunker, cadet, dans une école militaire. Après sa formation, Keller est affecté dans le 17e Pionierbataillon, où il est promu Leutnant, sous-lieutenant, le 18 août 1903. Promu Oberleutnant, lieutenant, le 18 août 1911, keller est affecté à Wilhelmshaven. Il assiste à des vols de démonstration, qui l’incitent à devenir pilote. Il suit alors une formation d’observateur aérien sur l’aérodrome de Metz-Frescaty en 1912. L'année suivante, Keller est breveté pilote à Darmstadt.

### Première Guerre mondiale
Promu Hauptmann le 8 novembre 1914, Alfred Keller est affecté dans une unité aérienne, la Fliegerabteilung 27. Keller participe à des missions de reconnaissance aérienne sur Paris et l’Est de la France, notamment au-dessus de Verdun et de la Somme. Il obtient les croix de fer, 2e et 1re classes. En 1917, Keller est nommé commandant d’une unité des Bombengeschwaders der Obersten Heeresleitung (Bogohl), nouvelle désignation des escadrons de bombardiers. En septembre 1917, il organise les premiers raids aériens nocturnes sur Dunkerque et sa région, où sont concentrées des forces britanniques. Pour la planification, l'organisation et le commandement de ces opérations, il reçoit la Croix de l'Ordre des Hohenzollern avec des glaives, et surtout la fameuse médaille Pour le Mérite, le 4 décembre 1917. Fin janvier 1918, il organise de nouvelles attaques aériennes sur Paris, obligeant l’armée française à renforcer les défenses aériennes de la capitale.

### Entre-deux-guerres
Après la Première Guerre mondiale, Keller quitte l’armée. Mais en 1933, Keller est l'un des premiers à avoir été sollicité par Hermann Göring pour construire une nouvelle force aérienne allemande, la Luftwaffe. Avec le grade d’Oberst, Alfred Keller commande un escadron de bombardement jusqu’en 1936 (I./KG 154). Promu Generalmajor le 1er avril 1936, Keller est nommé commandant des Forces aériennes en province de Prusse-Orientale. Promu Generalleutnant en février 1938, il commande le Luftkreis II de Berlin.

### Seconde Guerre mondiale
Lorsque la Seconde Guerre mondiale éclate, le général Alfred Keller commande le IV. Fliegerkorps durant la campagne de Pologne. Durant les campagnes suivantes, contre la Norvège, la Hollande, la Belgique et la France, Keller commande Luftflotte 2 sous les ordres du General der Flieger Albert Kesselring. Pour ces campagnes, Alfred Keller reçoit la croix de chevalier de la Croix de fer le 24 juin 1940. Peu après, le 19 juillet 1940, il est promu Generaloberst. Le 19 août 1940, pendant la bataille d'Angleterre, Alfred Keller est nommé commandant de la Luftflotte 1. Keller participe à la planification de l'invasion des Balkans, puis à la planification de l'opération Barbarossa, où il soutient principalement le Groupe d'armées Nord. Keller se retire le 12 juin 1943, à l'âge de 61 ans. Il participe activement au Nationalsozialistisches Fliegerkorps (NSFK), une organisation para-militaire du NSDAP. À la fin de la guerre, Keller est nommé responsable du département des armes antichars de la Luftwaffe. Il partira deux ans en captivité. Dans les années 1950, Alfred Keller deviendra l’un des premiers président de la Ordensgemeinschaft der Ritterkreuzträge, l’association des récipiendaires de la Ritterkreuz.

## Dates de Promotions
- Fähnrich : 22 novembre 1902
- Leutnant : 18 août 1903
- Oberleutnant : 18 août 1911
- Hauptmann : 8 novembre 1914
- Major : 16 janvier 1920
- Oberst : 1er janvier 1934
- Generalmajor : 1er avril 1936
- Generalleutnant : 1er février 1938
- General der Flieger : 1er avril 1939
- Generaloberst : 19 juillet 1940

## Décorations
- Croix de fer (1914) 
  - 2e classe
  - 1re classe
- Ordre de Hohenzollern avec glaives
- Insigne de pilote militaire
- Ordre du Mérite militaire 4e classe avec glaives et couronne
- Pour le Mérite le 4 décembre 1917
- Médaille de bravoure de Hesse (de)
- Médaille de service de longue durée de la Wehrmacht 4e à 2e classe
- Agrafe de la Croix de fer
  - 2e classe
  - 1re classe
- Croix de chevalier de la Croix de fer
  - Croix de chevalier le 24 juin 1940[1]
- Insigne de pilote-observateur en Or avec brillants

## Sources
- Karl-Friedrich Hildebrand, Christian Zweng : Die Ritter des Ordens Pour le Mérite 1740–1918.
- Karl-Friedrich Hildebrand, Christian Zweng : Die Ritter des Ordens Pour le Mérite des I. Weltkriegs, tome 2 : H-O.